# 女神は二度微笑む
『女神は二度微笑む』（めがみはにどほほえむ、Kahaani）は、2012年のインドのヒンディー語スリラー映画。スジョイ・ゴーシュが監督・製作・脚本を務め、ヴィディヤー・バーラン、パランブラタ・チャテルジー、ナワーズッディーン・シッディーキーが出演している。行方不明になった夫を捜すためにコルカタを訪れた妊婦を主人公に、インド社会におけるフェミニズムや母性をテーマに描いている。
2012年3月9日に公開され、批評家からの高い評価と観客の口コミにより、公開50日間で興行収入10億4000万ルピーを記録するヒット作となり、国家映画賞やフィルムフェア賞など多くの映画賞を受賞した。2014年にはリメイク版の『Anaamika』が、2016年には精神的続編の『ドゥルガー〜女神の闘い〜』が、2021年にはスピンオフの『ボブ・ビシュワス』がそれぞれ公開された。

## ストーリー
ある日、コルカタ・メトロの列車内で100人以上の乗客が死亡する毒ガステロ事件が発生する。2年後、ロンドン在住のイギリス系インド人の妊婦ヴィディヤ・バグチは、行方不明になった夫アルナブを捜すためにコルカタのカーリーガート警察署を訪れ、同署の警官ラナの協力を得る。ヴィディヤは夫の勤務先だった国立データセンター(NDC)のアグネス人事課長と面会するが、「アルナブという職員は在籍していない」と返答される。ヴィディヤはラナと共にアルナブの親族や卒業校を訪れて行方を捜すものの、そこでもアルナブの痕跡を見つけることは出来なかった。
後日、アグネスから連絡を受けたヴィディヤは彼女と会い、過去に「ミラン・ダムジ」というアルナブに瓜二つの職員が在籍していたことを聞かされるが、自宅に戻ったアグネスは殺し屋ボブ・ビシュワスに殺害されてしまう。アグネス殺害の報告を受けた情報局次長のカーン警視は、バースカラン情報局長にミラン・ダムジに関する事件が発生したことを伝え、事件を処理するためコルカタに向かう。カーリーガート警察署に到着したカーン警視はヴィディヤを呼び出し、「ミラン・ダムジという人物は存在しない。これ以上は関わらないように」と警告する。同じころ、NDCシステム主任のテャーギは旧事務所に保管されているミラン・ダムジの履歴書を消去するようにボブに命令するが、タッチの差でヴィディヤとラナに履歴書を奪われてしまう。ヴィディヤに履歴書の証拠を突き付けられたカーン警視は、ミラン・ダムジが情報局の元職員で、2年前の毒ガステロ事件の実行犯であることを告げる。その直後、ヴィディヤはボブによって駅のホームから突き落とされそうになり、「今すぐコルカタから立ち去れ」と警告される。
バースカラン局長は事件を処理するため、ミラン・ダムジが所属していた部隊の元隊長バジパイ大佐に協力を求めるが拒否されてしまう。一方、ヴィディヤとラナは履歴書の情報を手掛かりに、ミラン・ダムジが住んでいたアパートを訪れる。2人は近所の茶店で働く少年ポルトゥから、ミラン・ダムジと接触していた人物の存在を聞き出し、その正体がNDCのシュリダル技術部長であることを突き止める。同時に、ラナは情報屋のパレシュからミラン・ダムジの情報を聞き出し、彼が毒ガステロ事件を捜査していた情報局員ヴィジャイと接触していたことが判明する。ミラン・ダムジはヴィジャイと情報提供者を殺害したが、ヴィジャイに銃撃され負傷し、輸血を受けていたことを突き止めたヴィディヤとラナは、治療に当たったガングリ医師と接触するが、直後にガングリ医師はボブに殺害される。シュリダルはヴィディヤも殺すようにボブに命令するが、ボブはヴィディヤ殺害に失敗し、ラナから逃げる途中に自動車に轢かれて死んでしまう。ヴィディヤとラナはボブの携帯電話を回収し、そこから殺害の指示者を特定するため、受付係サプナの協力を得てNDCのシュリダルの執務室に侵入する。しかし、シュリダルのパソコンを起動した際、彼の携帯電話に警告メッセージが送信されたことでシュリダルに察知されてしまう。2人はNDCから脱出するがシュリダルに発見されてしまい、揉み合いになった末にヴィディヤがシュリダルを誤って射殺してしまう。ラナからの連絡を受けて現場に到着したカーン警視は、ミラン・ダムジに辿り着くための証人を喪ったことに動揺する。
ヴィディヤはカーン警視の指示でシュリダルのパソコンを調査し、データの中から暗号を発見する。その暗号がバースカランの電話番号であることが判明し、カーン警視は電話をするようにヴィディヤに指示する。ヴィディヤはシュリダルの執務室から機密データを入手したことを告げ、夫の捜索を条件に引き渡しを提案するが、バースカランは現地の警察に連絡を取るように告げる。通話終了後に別の人物から連絡が入り、盗聴していたカーン警視は、その相手がミラン・ダムジであると判断する。ラナはカーン警視に対し、これ以上ヴィディヤの命を危険にさらすことを止めるように訴えるが一蹴され、警察署内に軟禁されてしまう。しかし、ラナは上官のチャテルジー警部の協力で脱出してヴィディヤが宿泊するホテルに向かうが、ミラン・ダムジの連絡を受けたヴィディヤはすでに立ち去った後だった。ホテルの少年ビシュヌからヴィディヤの居場所を聞いたラナは彼女の後を追い、同じくカーン警視も部下を連れてミラン・ダムジ逮捕に向かった。
ヴィディヤはドゥルガー・プージャーで賑わう街中に向かい、そこでミラン・ダムジと接触する。機密データを渡すように迫るミラン・ダムジに対し、ヴィディヤは夫を本当に帰す気があるのか疑問を口にする。ミラン・ダムジは交渉を打ち切って立ち去ろうとするが、ヴィディヤと揉み合いになり銃を手にして牽制する。ヴィディヤは妊婦に偽装するため装着していた人工腹部を使ってミラン・ダムジを殴りつけ、直後にヘア・スティックで彼を攻撃する。負傷したミラン・ダムジは逃げようとするが、銃を奪ったヴィディヤに射殺される。ヴィディヤは銃声を聞いて駆け付けたラナに機密データを渡して立ち去り、遅れて到着したカーン警視は彼女を拘束しようとするが、すでに群衆の中に消えた彼女を発見することは出来なかった。困惑するカーン警視に対し、ラナは「ヴィディヤ・バグチ」という女性について「ミラン・ダムジを殺すために作られた架空の人物で、その目的のために自分たちを利用していた」と結論付けた。ヴィディヤの本当の夫は毒ガステロ事件で殉職した元情報局員アループ・バスであり、彼女は夫の遺体を対面した際にショックを受けて流産していた。夫と子供を喪ったヴィディヤは、情報局上層部の関与を疑っていたバジパイ大佐のサポートを受けてミラン・ダムジへの復讐の機会を狙っていたのだった。
やがて、機密データが証拠となりバースカランが逮捕され、毒ガステロ事件は2年の歳月を経て解決に向けて動き出した。ヴィディヤは他の遺族たちと同じように、夫アループのために祈りを捧げる。

## キャスト
- ヴィディヤ・バグチ - ヴィディヤー・バーラン
- サトヨキ・"ラナ"・シンハ警部補心得（英語版） - パランブラタ・チャテルジー
- A・カーン警視 - ナワーズッディーン・シッディーキー
- ミラン・ダムジ、アルナブ・バグチ - インドラニール・セーングプタ（英語版）
- バースカラン・K情報局長 - ドリティマン・チャタルジー（英語版）
- ボブ・ビシュワス - シャッショト・チャタルジー（英語版）
- プラタプ・バジパイ大佐 - ダルシャン・ジャリーワーラー
- アループ・バス少佐 - アビル・チャタルジー（英語版）
- R・シュリダル技術部長 - シャンティラール・ムカルジー（英語版）
- チャテルジー警部 - カラジ・ムカルジー（英語版）
- アグネス・デメロ人事課長 - コリーン・ブランシュ
- ダス支配人 - ニティヤ・ガングリー
- ビシュヌ - リトブロト・ムカルジー（英語版）
- サプナ - パメラ・ブトリア
- パレシュ・パル - カリヤーン・チャタルジー（英語版）
- ポルトゥ - リディ・セーン
- ラーシク・テャーギ主任 - マスード・アクタル

## 製作

### 企画

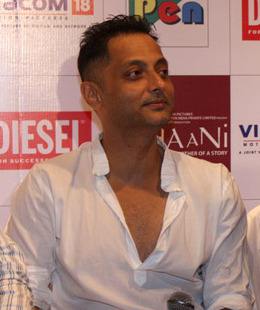
スジョイ・ゴーシュ

スジョイ・ゴーシュは、彼がコルカタで知り合った未亡人の女性を見て映画の着想を得たと語っている。彼は企画を進める中で、映画に女性の視点を取り入れるために小説家・脚本家のアドヴァイタ・カーラーに協力を求めている。カーラーは1999年にコルカタに移住した時の経験から、主人公ヴィディヤのインスピレーションを得ている。彼女によると、コルカタでは言語の壁や大都市コルカタの貧困・混沌に直面しつつも人々の暖かさに触れたことで、それが映画の描写に活かされたという。2009年からカーラーは脚本の執筆を始め、2010年2月に185ページから成る脚本を完成させた。脚本の執筆に際し、彼女は情報機関を描写するためにマロイ・クリシュナ・ダールの『Open Secrets: India's Intelligence Unveiled』とV・K・シンの『India's External Intelligence: Secrets of Research and Analysis Wing (RAW)』を参考にしている。
ゴーシュは『アラジン 不思議なランプと魔人リングマスター』の公開前の段階で『女神は二度微笑む』の企画を進め、カーラーと共同で原案・脚本を執筆していたが、『アラジン 不思議なランプと魔人リングマスター』が酷評されたことを受けて企画は頓挫した。頓挫の理由として、複数のプロデューサーに『女神は二度微笑む』への出資を求めたが断られたこと、商業映画としてヒットが期待できない内容（主人公が妊婦、無名のベンガル語映画俳優が中心の助演キャスト、舞台背景がコルカタ）だったことが挙げられる。企画を持ち込んだ製作会社の中でヤシュ・ラージ・フィルムズは製作に前向きだったが、ゴーシュに対して自社製作映画3本の監督契約の締結を求めたため交渉は物別れに終わった。これは同社との強い繋がりをゴーシュが望んでいなかったことが原因といわれている。コルカタでの撮影を勧めたのはベンガル語映画俳優のプロセンジット・チャタルジーであり、ゴーシュは自身がコルカタへの造詣が深かったこと、同地が現代と前時代の魅力が混ざり合った街並みだったことから、コルカタでの撮影を決めたという。また、「ボリウッドの主要ロケ地であるムンバイ・デリーよりも費用が抑えられる」という資金的な理由も挙げられる。
ゴーシュは取材の中で、直近の監督作品（『アラジン 不思議なランプと魔人リングマスター』『Home Delivery』）が興行的に失敗していたこともあり、『女神は二度微笑む』が監督としてのキャリアを構築する最後のチャンスだったと語っている。また、脚本展開の一部は偶然生まれたものであると語っている。彼によると、脚本執筆中に友人にストーリーの骨格を語ったところ、後日その友人から連絡が入ったが、友人は脚本のシークエンスの一部を誤解しており、その誤解からどんでん返しの展開を思い付いたという。

### キャスティング
ゴーシュとカーラーは主人公の第一候補として、共にヴィディヤー・バーランを考えていた。ゴーシュは長年ヴィディヤーと仕事をすることを望んでおり、2010年に彼女に出演交渉を持ちかけた。当初、ヴィディヤーは映画のプロットに難色を示していたが、決定稿を読んだ後に考えを改めて出演を承諾した。
ゴーシュはキャラクターにリアリティーを持たせるため、ベンガル人俳優を中心にキャスティングを行った。ラナ警部補役にはチャンダン・ロイ・サンヤルが検討されていたが、彼はスケジュールの都合で出演を辞退している。最終的にラナ警部補役に起用されたのはパランブラタ・チャテルジーで、彼はムンバイ映画祭で上映された『The Bong Connection』での演技をゴーシュに評価され、出演が決まった。また、パランブラタはヴィディヤーのデビュー作『Bhalo Theko』にも出演している。キャスティング監督のローシュミー・バナルジーは、カーン警視役としてナワーズッディーン・シッディーキーを推薦した。シッディーキーは、これまでボリウッドでは端役しか演じたことがなかったため、キャリアの中で初めて「貧乏人」以外のキャラクターを演じられることに驚いたという。同様に殺し屋ボブ役に起用されたシャッショト・チャタルジーも、出演が決まった際には「ボリウッドには、この役に相応しい俳優がいると思ったので驚いた」と語っている。ゴーシュは、シャッショトを幼少のころから知っており、その演技を評価して起用したと語っている。
『女神は二度微笑む』には著名なボリウッド俳優は出演しておらず、ゴーシュは「過去2作品の興行成績が失敗に終わったことで、ボリウッドの人気俳優たちから忌避されたため」と理由を語っている。また、「人気俳優を起用すると、観客のために出演時間を増やす必要が生じることになる」とも語っている。ヴィディヤの夫役にはインドラニール・セーングプタが起用されたが、ゴーシュは知名度の低いセーングプタを起用した理由を「映画の冒頭に登場するキャラクターなので、人気俳優だとネタバレになってしまうから」と語っている。この他にベンガル語映画、ベンガル語ドラマで活動している複数の俳優が助演俳優として出演している。

### キャラクター造形
ヴィディヤー・バーランはリアリティーを出すため、撮影開始前から人工腹部を装着して行動した他、医師・妊婦からライフスタイルや妊婦が守っているルール・迷信を学んでいる。また、彼女は学生時代に友人と演技レッスンをする際に妊婦の真似をしていたことがあり、その経験が役作りに役立ったと語っている。
ゴーシュは殺し屋ボブ・ビシュワスのキャラクターについて、「Binito Bob（礼儀正しいボブ）」とシャッショト・チャタルジーに説明している。2人は話し合いを重ねて「だらしない腹部」と「禿げかかった頭部」という外見を加えることになったほか、シャッショトの提案で「爪をこする」という動作も追加されたが、これは一部のインド人の間で「爪をこすると抜け毛を防ぐことができる」という迷信が信じられていることから着想を得ている。この動作は注目を集め、観客からも好評だったという。映画の公開後、ゴーシュは観客の間でボブがカルト的な人気を得たことに驚き、人気を得た理由として「ボブのわざとらしい平凡さがシャッショトによって説得力ある描写になり、自分の身近にボブがいるかも知れないと感じさせたこと」と語っている。
パランブラタ・チャテルジーはラナ警部補について、「都会育ちの自分にとって、田舎育ち設定のラナ警部補は共感し難いキャラクターだった」と語っている。彼は役作りのために警察署を訪れて「業務内容や警官の考え方」を学んでいる。ナワーズッディーン・シッディーキーが演じたカーン警視は「冷酷・傲慢で暴言を吐く警察官僚で、自分の言動が周囲に与える心理的・社会的影響に無頓着」というキャラクター造形がされており、彼はキャラクターの傲慢さを表現することに悩んだと語っている。ゴーシュはカーン警視を「精神的な強さ、忠誠心、愛国心」を兼ね備えたキャラクターとして創造しているが、高級官僚にもかかわらず比較的安価な煙草（ゴールド・フレーク）を吸っている。この煙草は実際にシッディーキーが愛飲している銘柄であり、彼はボリウッドの下積み時代から俳優として成功した後も変わらずゴールド・フレークを吸っている。

### 撮影

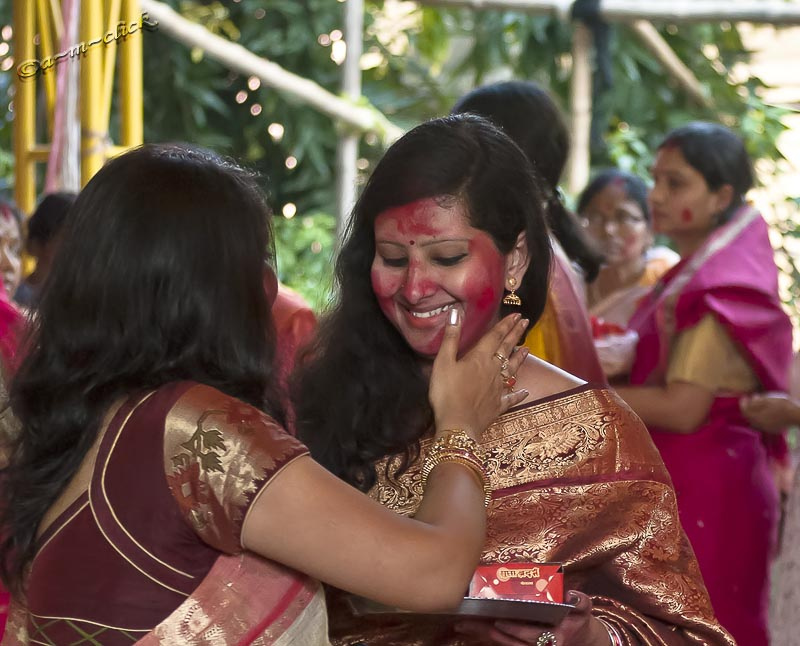
終盤のドゥルガー・プージャーで描写されるシンドゥール・ケーラ

撮影はコルカタの路上で行われ、ゴーシュは撮影現場に群衆が集まることを避けるためにゲリラ撮影の手法を採用した。撮影監督のサティヤジート・パンデーによると、大半のシーンは照明器具を使わずに自然光で撮影している。撮影は64日間かけて行われ、撮影期間中にはドゥルガー・プージャーが開催された。主な撮影場所はカーリーガートの地下鉄駅、ノナプクルのトラム停留所、クマルトゥリ、ハウラー橋、ヴィクトリア記念堂、コルカタ北部の旧市街地であり、クライマックスシークエンスはダシャラー祭（ドゥルガー・プージャー最終日）の夜にバリグンジにあるバロワリの祭典会場で撮影された。祭典のシーンに登場する群衆の大半は一般人だが、カメラアングルの確認やヴィディヤーにシンドゥール・ケーラを行うため（シンドゥールが誤って目に入ることを防ぐため）に数人の女優が出演している。
2010年4月にゴーシュは現地を訪れ、主人公が宿泊するホテルを選定している。彼は10日間のホテル使用料として4万ルピーを支払い、撮影スケジュールを他言しないようにホテルの従業員に依頼した。撮影に際しては交通量の多い道路に面した窓付きの部屋を使用し、窓の格子を木製の旧式モデルに取り換え、室内にペイントを施して古びた雰囲気を演出している。

### 音楽
映画音楽の作曲はクリントン・セレジョが手掛け、サウンドトラックの作曲はヴィシャール＝シェーカル、収録されている6曲の作詞はヴィシャール・ダドラニ、アンヴィタ・ダット、サンディープ・シュリヴァスタヴァが手掛けている。映画音楽の一部にはR・D・ブルマンが作曲したヒンディー語・ベンガル語の曲が使用された。2012年2月13日にサウンドトラックが発売され、同年後半からはiTunes Storeでリリースされた。
サウンドトラックは高い評価を得ており、ベンガル語とヒンディー語の歌詞を融合したことが特に評価されている。CNN-IBNは、「"Ami Shotti Bolchi"はコルカタという都市の空気感を部分的に伝えることに成功している」と批評している。ムンバイ・ミラーはサウンドトラックに3/5の星を与えており、ザ・タイムズ・オブ・インディアのアーナンド・ヴァイシュナヴは「映画のテーマに対して誠実に作られたアルバム」と批評している。
| #         | タイトル                   | 作詞                           | 作曲・編曲 | 歌手                                                     | 時間 |
| --------- | -------------------------- | ------------------------------ | ---------- | -------------------------------------------------------- | ---- |
| 1.        | 「Aami Shotti Bolchi」     | ヴィシャール・ダドラニ         |            | ウーシャ・ウサップ、ヴィシュウェシュ・クリシュナムルティ | 3:20 |
| 2.        | 「Piya Tu Kahe Rootha Re」 | アンヴィタ・ダット             |            | ジャーヴェード・バシール                                 | 4:59 |
| 3.        | 「Kahaani」(Male)          | ヴィシャール・ダドラニ         |            | クリシュナクマール・クンナート、ヴィシャール・ダドラニ   | 4:26 |
| 4.        | 「Tore Bina」              | サンディープ・スリヴァスタヴァ |            | スクウィンダル・シン                                     | 5:52 |
| 5.        | 「Kahaani」(Female)        | ヴィシャール・ダドラニ         |            | シュレヤ・ゴシャル、ヴィシャール・ダドラニ               | 4:28 |
| 6.        | 「Ekla Cholo Re」          | ラビンドラ・サンギート         |            | アミターブ・バッチャン                                   | 5:13 |
| 合計時間: | 合計時間:                  | 合計時間:                      | 合計時間:  | 28:18                                                    |      |

## 作品のテーマ
『女神は二度微笑む』はヴィディヤー・バーランにとって『Ishqiya』『No One Killed Jessica』『ダーティー・ピクチャー』に次ぐ女性が主人公の映画への出演であり、「強い女性役」を演じる型破りなアプローチを批評家から絶賛された。ジー・ニュースは映画について「役割の逆転、固定観念の破壊、決まりごとの反転、女性の旅、そして男性中心の社会の中で彼女自身の居場所を切り拓いていく姿を描いた女性映画」と批評している。インディアン・エクスプレスのトリシャー・グプタもフェミニズム的なテーマ性を映画の中に見出しており、Rediff.comは「母性の探求」が映画のテーマとして存在し、ゴーシュは「子供を守ろうとする母親の本能からインスピレーションを得て映画を製作している」と指摘した。
複数の批評家は、映画の主要キャラクターは「温かさと思いやりに溢れた住民がいるコルカタ」そのものであると批評している。Rediff.comはゴーシュが「黄色のタクシー、ゆっくり走る路面電車、渋滞する道路、狭苦しい地下鉄、古びたレンガ造りの建物、細く入り組んだ路地、ラジャニガンダ、ラール・パード・サリー、熱々のルチー」といったコルカタの風景に「控えめながら愛がこもった敬意」を払っていたと批評した。また、ボリウッド映画で散見されるコルカタ文化のテンプレート（「O」を強調する発音、法螺貝を使った演出、ラスグッラとミシュティ・ドイを多用した演出）を採用していない点も好意的に評価している。これに対してゴーシュも、コルカタが「映画の主要キャラクター」であることを認めている。ガルフ・タイムズに寄稿したガウタマン・バースカランは、映画によってコルカタのイメージが洗練されていったと指摘しており、ベンガル人映画監督のシュリジート・ムカルジーは『女神は二度微笑む』におけるコルカタの描写は『Lonely Planet exotica』の都市に関する描写に似ていると指摘している。テレグラフのウダラック・ムカルジーは、映画のコルカタについて「表面的で、深い脅威を与える存在感が欠けている」と批評し、さらに「夢と欲望と希望に満ちた場所でありながら、住民を巻き添えにして混沌と不安、モラル崩壊へと不可逆的に滑り落ちていく」都市として描写したサタジット・レイのカルカッタ三部作（『対抗者』『株式会社ザ・カンパニー』『ミドルマン』）には遠く及ばないと批評している。
映画の終盤では、ドゥルガーを祀る祭典ドゥルガー・プージャーが重要なイベントとして登場し、映画のラストは「ドゥルガーがマヒシャを倒すために毎年戻ってくる」という寓話が暗示されている。テレグラフのウダラック・ムカルジーは「偶像、浸礼の行列、パンダル、赤い縁取りのされた白いサリーを着た女性の集団の要素を兼ね備えたドゥルガー・プージャーは、この映画における映像美の中心に位置している」と批評しており、Rediff.comはコルカタの有名な祭典であるドゥルガー・プージャーが描写された点を高く評価している。
ゴーシュは『女神は二度微笑む』の製作に際して、サタジット・レイ作品の影響があったことを認めている。ヴィディヤが「お湯が出ます」という掲示があるにもかかわらず、お湯が出ないことについてホテルの支配人に問いかけるシーンがあり、支配人は「お湯を届けに行く使い走りの少年がいることを書いている」と返答しているが、これは『消えた象神』にある類似シーンを意識している。彼はザ・テレグラフの取材の中で、ヴィディヤがホテルの窓から外を眺めるシーンは『チャルラータ』でマドビ・ムカルジーが外の世界を眺めるシーンを想起させると語っている。また、コルカタを舞台とした『ビッグ・シティ』からも影響を受けていることを認めている。ヴィディヤとラナ警部補の複雑な感情描写（特にラナ警部補がヴィディヤを畏怖する描写）は『英雄』から影響を受けている。ゴーシュは『森の中の昼と夜』から受けた影響について「（レイは）観客が4人と一緒に車の中にいることを望んでいた。だから、カメラは車から離れないんだ」と語り、観客が「ヴィディヤの同乗者」になることを望んで同様のシーンを取り入れたという。
ゴーシュはサタジット・レイ作品の他に、『Deewaar』など「視覚的に印象深い」1970年代・1980年代の映画からインスピレーションを得たことを認めている。また、ベンガル派の画家ガガネンドラナート・タゴールの水彩画『Pratima Visarjan』から大きな影響を受けたことも語っている。複数の批評家は、ヴィディヤが妊婦に偽装しているプロットは『テイキング・ライブス』、散りばめられた謎を明かす終盤の展開は『ユージュアル・サスペクツ』に類似していると指摘している。

## マーケティング
2011年12月2日にファーストポスター、2012年1月5日に予告編がそれぞれ公開された。ポスターには妊娠した身重のヴィディヤー・バーランが描かれ、ロマンス要素のないポスターデザインは批評家から好評を得たが、映画自体は過去のゴーシュ監督作品が興行的に失敗していることから期待値は低かった。ヴィディヤーはプロモーションのため人工腹部を着用した妊婦姿で駅やバス停、スーパーマーケットなどを訪れ、ストーリー上で行方不明になった夫の似顔絵を見せて人々に行方を尋ねた。また、プロモーションの一環としてIbiboがオンラインゲーム「The Great Indian Parking Wars」をリリースし、10日間で5万アクセスを記録している。
2012年5月5日、コルカタ・メトロの運行当局が「主人公ヴィディヤが駅のホームに落ちそうになるシーン」に対して反対を表明し、「飛び込み自殺を想像させ、鉄道のイメージを傷つける」として削除を要求した。これに対して製作サイドは運行当局メンバーに該当シーンを見せ、鉄道のイメージを傷つけたり飛び込み自殺を誘発させるものではないことを説明した。これにより運行当局は反対意見を撤回したため、該当シーンは映画に残されたものの、予告編からは削除されている。

## 公開
2012年3月9日（国際女性デーの翌日）に世界1100スクリーンで公開された。CNN-IBNによると『女神は二度微笑む』は『ダーティー・ピクチャー』よりも先に完成していたが、「妊婦役を演じた映画の後に性的魅力にあふれた役（シルク・スミター）を演じた映画を上映すると興行的に失敗する」という配給会社の判断で、『ダーティー・ピクチャー』よりも公開が後回しにされたという。『女神は二度微笑む』の独占放送権はスターTVが8000万ルピーで取得したが、これは女性が主人公のインド映画として歴代最高額の取引だった。6月3日にテレビ放送され、これに先立つ5月17日にはNTSC方式でDVDが発売され、ビデオCD・Blu-ray Discも同時発売されている。

## 評価

### 興行収入
『女神は二度微笑む』の公開初日の反応は低調だったが、2日目以降の興行収入は上昇していった。ザ・テレグラフによると、西ベンガル州では公開3日間で2000万ルピーの興行収入を記録したという。コルカタのシネマコンプレックスでは公開初日の座席占有率は47%だったが、2日目に77%、3日目には97%に上昇した。Box Office Indiaによると公開初週末の興行収入は2億6000万ルピーを記録し、この時点で製作費（8000万ルピー）を回収したという。公開第2週の興行収入は1億9000万ルピー、累計興行収入は4億5000万ルピーを記録し、Box Office Indiaは「スーパーヒット」を宣言した。また、ボリウッド・ハンガマによると海外市場でも成功を収め、7市場（イギリス、アメリカ、アラブ首長国連邦、オーストラリア、ニュージーランド、マレーシア、パキスタン）では公開10日間で合計8000万ルピーの興行収入を記録した。CNN-IBNによると、公開第3週までに合計興行収入が7億5000万ルピーを記録したという。ヒンドゥスタン・タイムズは、『女神は二度微笑む』が公開50日間で10億4400万ルピーの興行収入を記録したと報じている。

### 批評
『女神は二度微笑む』は批評家から高い評価を得ている。Review Gangでは7.5/10の評価となっており、口コミによって評判が広がったことも人気を高める原因になった。ザ・テレグラフは「この映画に物語は存在するが、あなたが観ているのは、その物語ではないかも知れません。そのことを知らされる時には、物語を信じ切っているため騙されそうになるでしょう。そして、目がくらむような真実が、あなたを感情の泥沼に突き落とし、心を震わせ、かき乱し、最後には満足することでしょう!」と批評している。ボリウッド・ハンガマのタラン・アダルシュは4/5の星を与えてヴィディヤー・バーランの演技を絶賛し、ザ・タイムズ・オブ・インディアは「再び"妊婦"となったヴィディヤーは皮肉なことに、他のどんなヒーローたちよりも"男性的魅力"にあふれている」と批評している。この他にRediff.com、インド＝アジアン・ニュースサービス、CNN-IBN、ジー・ニュース、ヒンドゥスタン・タイムズ、ザ・ヒンドゥーは脚本、演出、撮影技術、演技力を高く評価している。国家映画賞受賞者のシャバーナー・アーズミーは「俳優として、私は彼女（ヴィディヤー・バーラン）が映画全体を通して正確な動きを見せていることを理解しました。彼女の演技には人工的なものは一つもありませんでした」と批評している。バラエティ誌のラッセル・エドワーズはキャスト、撮影技術、演出を絶賛しており、時折失速するものの「上手くできたスリラー……勢いと説得力を維持している」と批評している。
複数の批評家はクライマックスシーンと特定の演出について、「映画の一般的な様式から逸脱している」と批判している。CNN-IBNのリトゥポルノ・チャタルジーは、映画がクライマックスシーンに入ると「大きく失速した」と指摘しており、「その節目の酷い展開が過小評価の原因となった……その後はお涙頂戴の展開へと続き、彼女の行動の理由を申し訳なさそうに説明する。彼女の行動を正当化することは、インド人の倫理観を鎮めるための努力のようにも感じられる」と批評している。アウトルック誌は「『女神は二度微笑む』は、ある時には驚くほど巧妙な作りになっているが、それ以外の部分ではコンピュータのハッキング描写やIBの作戦描写などに見られるように極めて平凡な作りになっており、バカバカしいテロリストの設定や神話と結びついた予測可能なドゥルガー・プージャーの設定に関しては、最早かけるべき言葉すら見つからない」と批評しており、さらに行動の動機を「手取り足取り」説明することで好奇心を削ぐことになったと指摘している。Yahoo! Indiaは終盤のドゥルガーのメタファーが強調されたことで、ベンガル文化のステレオタイプに陥っていると批評しており、ガルフ・タイムズのガウタマン・バースカランは、時折手持ちカメラの映像に切り替わる演出について「物事を詮索し過ぎたり、警官が山のように登場するプロットと同じくらいウンザリさせられる」と批評している。

### 受賞・ノミネート
| 映画賞                                         | 部門                                 | 対象                                               | 結果       | 出典                                    |
| ---------------------------------------------- | ------------------------------------ | -------------------------------------------------- | ---------- | --------------------------------------- |
| アジア太平洋映画祭                             | 女優賞                               | ヴィディヤー・バーラン                             | ノミネート | [ 99 ]                                  |
| ビッグ・スター・エンターテインメント・アワード | 作品賞                               | 『女神は二度微笑む』                               | ノミネート | [ 100 ]                                 |
| ビッグ・スター・エンターテインメント・アワード | スリラー映画賞                       | 『女神は二度微笑む』                               | 受賞       | [ 100 ]                                 |
| ビッグ・スター・エンターテインメント・アワード | 主演女優賞                           | ヴィディヤー・バーラン                             | ノミネート | [ 100 ]                                 |
| ビッグ・スター・エンターテインメント・アワード | スリラー映画部門主演女優賞           | ヴィディヤー・バーラン                             | ノミネート | [ 100 ]                                 |
| ビッグ・スター・エンターテインメント・アワード | 監督賞                               | スジョイ・ゴーシュ                                 | ノミネート | [ 100 ]                                 |
| 第58回フィルムフェア賞                         | 作品賞                               | 『女神は二度微笑む』                               | ノミネート | [ 101 ] [ 102 ] [ 103 ]                 |
| 第58回フィルムフェア賞                         | 監督賞                               | スジョイ・ゴーシュ                                 | 受賞       | [ 101 ] [ 102 ] [ 103 ]                 |
| 第58回フィルムフェア賞                         | 主演女優賞                           | ヴィディヤー・バーラン                             | 受賞       | [ 101 ] [ 102 ] [ 103 ]                 |
| 第58回フィルムフェア賞                         | 音響デザイン賞                       | サンジャイ・マウリヤ、アルウィン・レゴ             | 受賞       | [ 101 ] [ 102 ] [ 103 ]                 |
| 第58回フィルムフェア賞                         | 編集賞                               | ナムラター・ラーオ                                 | 受賞       | [ 101 ] [ 102 ] [ 103 ]                 |
| 第58回フィルムフェア賞                         | 撮影賞                               | セトゥ                                             | 受賞       | [ 101 ] [ 102 ] [ 103 ]                 |
| 第14回国際インド映画アカデミー賞               | 作品賞                               | 『女神は二度微笑む』                               | ノミネート | [ 101 ] [ 104 ] [ 105 ]                 |
| 第14回国際インド映画アカデミー賞               | 監督賞                               | スジョイ・ゴーシュ                                 | ノミネート | [ 101 ] [ 104 ] [ 105 ]                 |
| 第14回国際インド映画アカデミー賞               | 主演女優賞                           | ヴィディヤー・バーラン                             | 受賞       | [ 101 ] [ 104 ] [ 105 ]                 |
| 第14回国際インド映画アカデミー賞               | 悪役賞                               | シャッショト・チャタルジー                         | ノミネート | [ 101 ] [ 104 ] [ 105 ]                 |
| 第14回国際インド映画アカデミー賞               | 編集賞                               | ナムラター・ラーオ                                 | 受賞       | [ 101 ] [ 104 ] [ 105 ]                 |
| ライオンズ・ゴールド・アワード                 | 審査員選出フェイバリット女優賞       | ヴィディヤー・バーラン                             | 受賞       | [ 106 ]                                 |
| 第5回ミルチ音楽賞                              | 音楽賞                               | クリントン・セレジョ                               | 受賞       | [ 107 ]                                 |
| 第60回国家映画賞                               | 脚本賞                               | スジョイ・ゴーシュ                                 | 受賞       | [ 108 ]                                 |
| 第60回国家映画賞                               | 編集賞                               | ナムラター・ラーオ                                 | 受賞       | [ 108 ]                                 |
| 第60回国家映画賞                               | 審査員特別賞                         | ナワーズッディーン・シッディーキー                 | 受賞       | [ 108 ]                                 |
| ピープルズ・チョイス・アワード・インディア     | フェイバリット作品賞                 | 『女神は二度微笑む』                               | ノミネート | [ 109 ] [ 110 ]                         |
| ピープルズ・チョイス・アワード・インディア     | フェイバリット女優賞                 | ヴィディヤー・バーラン                             | ノミネート | [ 109 ] [ 110 ]                         |
| 第19回スター・スクリーン・アワード             | 作品賞                               | 『女神は二度微笑む』                               | ノミネート | [ 101 ] [ 111 ] [ 112 ]                 |
| 第19回スター・スクリーン・アワード             | 監督賞                               | スジョイ・ゴーシュ                                 | ノミネート | [ 101 ] [ 111 ] [ 112 ]                 |
| 第19回スター・スクリーン・アワード             | 主演女優賞                           | ヴィディヤー・バーラン                             | 受賞       | [ 101 ] [ 111 ] [ 112 ]                 |
| 第19回スター・スクリーン・アワード             | 大衆選出主演女優賞                   | ヴィディヤー・バーラン                             | ノミネート | [ 101 ] [ 111 ] [ 112 ]                 |
| 第19回スター・スクリーン・アワード             | 助演男優賞                           | パランブラタ・チャテルジー                         | ノミネート | [ 101 ] [ 111 ] [ 112 ]                 |
| 第19回スター・スクリーン・アワード             | 新人男優賞                           | パランブラタ・チャテルジー                         | ノミネート | [ 101 ] [ 111 ] [ 112 ]                 |
| 第19回スター・スクリーン・アワード             | アンサンブル・キャスト賞             | 『女神は二度微笑む』                               | ノミネート | [ 101 ] [ 111 ] [ 112 ]                 |
| 第19回スター・スクリーン・アワード             | 原案賞                               | スジョイ・ゴーシュ、アドヴァイタ・カーラー         | 受賞       | [ 101 ] [ 111 ] [ 112 ]                 |
| 第19回スター・スクリーン・アワード             | 編集賞                               | ナムラター・ラーオ                                 | 受賞       | [ 101 ] [ 111 ] [ 112 ]                 |
| 第19回スター・スクリーン・アワード             | 撮影賞                               | セトゥ                                             | ノミネート | [ 101 ] [ 111 ] [ 112 ]                 |
| 第19回スター・スクリーン・アワード             | 音響賞                               | サンジャイ・マウリヤ、アルウィン・レゴ             | 受賞       | [ 101 ] [ 111 ] [ 112 ]                 |
| 第19回スター・スクリーン・アワード             | プロダクションデザイン賞             | スブラタ・バリク、カウシク・ダース                 | 受賞       | [ 101 ] [ 111 ] [ 112 ]                 |
| 第19回スター・スクリーン・アワード             | 作曲賞                               | クリントン・セレジョ                               | ノミネート | [ 101 ] [ 111 ] [ 112 ]                 |
| スター・ギルド・アワード                       | 作品賞                               | 『女神は二度微笑む』                               | ノミネート | [ 101 ] [ 113 ] [ 114 ]                 |
| スター・ギルド・アワード                       | 監督賞                               | スジョイ・ゴーシュ                                 | 受賞       | [ 101 ] [ 113 ] [ 114 ]                 |
| スター・ギルド・アワード                       | 主演女優賞                           | ヴィディヤー・バーラン                             | 受賞       | [ 101 ] [ 113 ] [ 114 ]                 |
| スター・ギルド・アワード                       | 助演男優賞                           | ナワーズッディーン・シッディーキー                 | ノミネート | [ 101 ] [ 113 ] [ 114 ]                 |
| スター・ギルド・アワード                       | 悪役賞                               | シャッショト・チャタルジー                         | ノミネート | [ 101 ] [ 113 ] [ 114 ]                 |
| スター・ギルド・アワード                       | 新人男優賞                           | パランブラタ・チャテルジー                         | ノミネート | [ 101 ] [ 113 ] [ 114 ]                 |
| スター・ギルド・アワード                       | 男性プレイバックシンガー賞           | アミターブ・バッチャン「Ekla Cholo Re」            | ノミネート | [ 101 ] [ 113 ] [ 114 ]                 |
| スター・ギルド・アワード                       | 原案賞                               | スジョイ・ゴーシュ、アドヴァイタ・カーラー         | ノミネート | [ 101 ] [ 113 ] [ 114 ]                 |
| スター・ギルド・アワード                       | 脚本賞                               | スジョイ・ゴーシュ                                 | 受賞       | [ 101 ] [ 113 ] [ 114 ]                 |
| スター・ギルド・アワード                       | 台詞賞                               | リテーシュ・シャー                                 | ノミネート | [ 101 ] [ 113 ] [ 114 ]                 |
| スター・ギルド・アワード                       | 音響賞                               | サンジャイ・マウリヤ、アルウィン・レゴ             | 受賞       | [ 101 ] [ 113 ] [ 114 ]                 |
| スターダスト・アワード                         | 監督賞                               | スジョイ・ゴーシュ                                 | ノミネート | [ 101 ] [ 115 ] [ 116 ] [ 117 ]         |
| スターダスト・アワード                         | プロデューサー賞                     | クシャル・カンティラール・ガダ、スジョイ・ゴーシュ | 受賞       | [ 101 ] [ 115 ] [ 116 ] [ 117 ]         |
| スターダスト・アワード                         | 主演女優賞                           | ヴィディヤー・バーラン                             | ノミネート | [ 101 ] [ 115 ] [ 116 ] [ 117 ]         |
| スターダスト・アワード                         | 主演女優賞 (スリラー/アクション部門) | ヴィディヤー・バーラン                             | 受賞       | [ 101 ] [ 115 ] [ 116 ] [ 117 ]         |
| スターダスト・アワード                         | 有望男優賞                           | パランブラタ・チャテルジー                         | ノミネート | [ 101 ] [ 115 ] [ 116 ] [ 117 ]         |
| スターダスト・アワード                         | 有望男優賞                           | シャッショト・チャタルジー                         | ノミネート | [ 101 ] [ 115 ] [ 116 ] [ 117 ]         |
| スターダスト・アワード                         | 有望男優賞                           | ナワーズッディーン・シッディーキー                 | ノミネート | [ 101 ] [ 115 ] [ 116 ] [ 117 ]         |
| 第16回ジー・シネ・アワード                     | 作品賞                               | 『女神は二度微笑む』                               | ノミネート | [ 101 ] [ 118 ] [ 119 ] [ 120 ] [ 121 ] |
| 第16回ジー・シネ・アワード                     | 監督賞                               | スジョイ・ゴーシュ                                 | ノミネート | [ 101 ] [ 118 ] [ 119 ] [ 120 ] [ 121 ] |
| 第16回ジー・シネ・アワード                     | 主演女優賞                           | ヴィディヤー・バーラン                             | ノミネート | [ 101 ] [ 118 ] [ 119 ] [ 120 ] [ 121 ] |
| 第16回ジー・シネ・アワード                     | 審査員選出作品賞                     | 『女神は二度微笑む』                               | 受賞       | [ 101 ] [ 118 ] [ 119 ] [ 120 ] [ 121 ] |
| 第16回ジー・シネ・アワード                     | 審査員選出監督賞                     | スジョイ・ゴーシュ                                 | 受賞       | [ 101 ] [ 118 ] [ 119 ] [ 120 ] [ 121 ] |
| 第16回ジー・シネ・アワード                     | 審査員選出主演女優賞                 | ヴィディヤー・バーラン                             | 受賞       | [ 101 ] [ 118 ] [ 119 ] [ 120 ] [ 121 ] |
| 第16回ジー・シネ・アワード                     | 悪役賞                               | シャッショト・チャタルジー                         | ノミネート | [ 101 ] [ 118 ] [ 119 ] [ 120 ] [ 121 ] |
| 第16回ジー・シネ・アワード                     | 助演男優賞                           | パランブラタ・チャテルジー                         | ノミネート | [ 101 ] [ 118 ] [ 119 ] [ 120 ] [ 121 ] |
| 第16回ジー・シネ・アワード                     | 新人男優賞                           | パランブラタ・チャテルジー                         | ノミネート | [ 101 ] [ 118 ] [ 119 ] [ 120 ] [ 121 ] |
| 第16回ジー・シネ・アワード                     | 原案賞                               | スジョイ・ゴーシュ、アドヴァイタ・カーラー         | 受賞       | [ 101 ] [ 118 ] [ 119 ] [ 120 ] [ 121 ] |
| 第16回ジー・シネ・アワード                     | 編集賞                               | ナムラター・ラーオ                                 | 受賞       | [ 101 ] [ 118 ] [ 119 ] [ 120 ] [ 121 ] |

## 反響
『女神は二度微笑む』の成功により、コルカタはボリウッドの映画製作者から「魅力的なロケ地」として注目を集めた。これはムンバイやデリーといったボリウッドの主要ロケ地は数十年にわたる映画史の中で撮影し尽くされているのに対し、コルカタは映画に未登場の建造物や風景（地下鉄、路面電車、人力車、薄汚れた路地、宮殿のような邸宅、コルカタ北部の荒廃した住宅地、道端の食堂、ガンジス川に通じる通路・階段、イギリス統治時代に建造されたレストラン・ハウラー橋・カーリーガート・カーリー寺院・ナコダ・モスク、クモルトゥリ、ヴィクトリア記念堂）が数多く残されている点が理由として挙げられる。
主人公ヴィディヤが宿泊したモナリザ・ゲストハウスは、コルカタの観光名所になった。映画公開後は数百人の観光客が訪れたため、ホテルの所有者は宿泊料金の値上げと、部屋の内装を『女神は二度微笑む』を題材にしたものに改装することを検討していたという。また、ボブ・ビシュワスは「肥満体でうだつが上がらない外見とは裏腹に冷酷な殺し屋である」というキャラクターがインターネット上で人気を集め、TwitterやFacebookで彼を題材にしたジョークやポップアートが拡散された。特にボブ・ビシュワスがターゲットを殺す直前に発する「Nomoshkar, Aami Bob Biswas... Ek minute?（僕はボブ・ビシュワス。ちょっといいかな?）」という台詞が様々な場面で使用されたという。映画の公開後にはボブ・ビシュワスを主人公にしたグラフィックノベルやテレビシリーズの製作が検討されていた。

## シリーズ

### リメイク
2014年にテルグ語・タミル語でリメイク版が製作され、両作ともシェーカル・カンムラが監督、ナヤンターラが主演を務めている。

### 続編
2012年3月にゴーシュは『女神は二度微笑む』のシリーズ化構想を発表した。彼はサタジット・レイの『フェルダーシリーズ』と同じ形式でヴィディヤを主人公とし、ヴィディヤー・バーランを引き続き起用する方針を明かした。『ドゥルガー〜女神の闘い〜』の撮影は2013年から始まる予定だったが、同年7月にゴーシュと他のプロデューサーの間で意見対立が起きたことが報じられ、2014年2月にヴィディヤー・バーランは両者の意見対立が原因で続編製作は不可能になったと発言した。2016年にゴーシュは続編がプリプロダクションの段階にあり、ヴィディヤー・バーランが引き続き出演することを明かした。同年3月からヴィディヤー・バーランとアルジュン・ラームパールを起用して撮影が始まり、12月2日に公開された。『ドゥルガー〜女神の闘い〜』公開後には第3作の製作が示唆された。

### スピンオフ
スピンオフ作品『ボブ・ビシュワス』がレッド・チリーズ・エンターテインメントによって製作された。『女神は二度微笑む』のボブ・ビシュワスを主人公にした作品であり、アビシェーク・バッチャンがボブ役、チトランガダー・シンがボブの妻メアリー役に起用され、2021年12月3日にZEE5で放送された。監督を務めたディヤー・アンナプルナ・ゴーシュはスジョイ・ゴーシュの娘で、『ボブ・ビシュワス』が監督デビュー作となった。